# 威廉·阿道夫·布格罗
威廉·阿道夫·布格罗（法語：William Adolphe Bouguereau，1825年11月30日—1905年8月19日），是19世纪末的法国学院派最重要的畫家之一。布格羅的繪畫常以神話為靈感，以19世紀的現實主義繪畫技巧來詮釋古典主義的題材，並且經常以女性的軀體作為描繪對象。布格羅在世時，榮譽眾多，在法國和美國极负盛名，作品也都以高價售出。然而，作為當時沙龍畫家中的佼佼者，布格羅成為新崛起的印象派等前衛藝術的首要攻擊對象。到20世紀，現代主義大興，布格羅逐漸為人遺忘。直到1980年代，藝術節重新燃起對人物畫和19世紀畫風的興趣，布格羅的繪畫才又開始得到重視。布格羅一生中至少創作了828幅的畫作，還有許多其他作品的下落不明。

## 生平
1825年，布格罗生于法国比斯开湾小城拉罗歇尔。布格罗的父亲是小商人，先後經營葡萄酒和橄榄油生意。布格羅對於接手家裡的生意興趣索然，他的叔叔同時也是天主教神父的尤金於是開始教導他古典主義和聖經的題材，並且安排布格羅到波尔多的艺术学校半工半读两年，学习绘画。這段期間布格羅還幫果醬罐子公司設計商標來存錢。
不久布格羅的父親終於被說服，讓布格羅在1846年用卖出33幅画像的900法郎加上亲戚的筹款，到巴黎的法朗索瓦·爱德华·皮柯特画室学习，两个月后作为100名学生中的第99名进入法國美術學院。除了藝術上的學習外，布格羅同時也學習生物解剖、考古、和歷史服裝等課程。在皮柯特的教導下，布格羅繼續學習學院派的畫風。當時學院派將歷史和神話題材作為評量藝術的最高標準，擅長這些領域的布格羅在1850年得法国国家艺术奖学金罗马大奖。獲獎的待遇之一，便是与其他获奖者一起前往義大利遊學，並居住在著名的美第奇別墅，布格罗游历了意大利的许多城市，模拟古代及文艺复兴时期艺术家的作品。

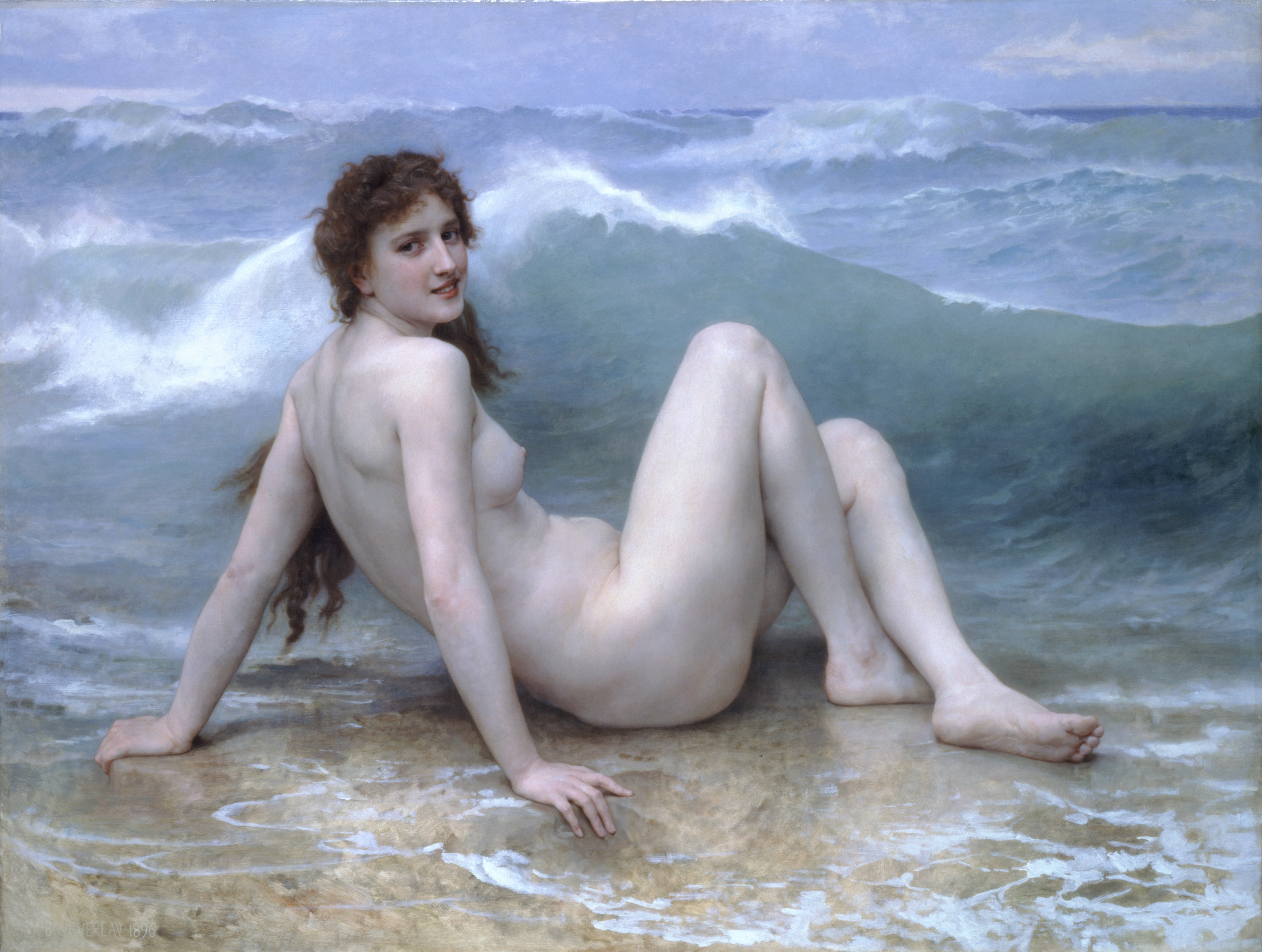
《波浪》，1896年。

布格羅的畫風一向堅持學院派的傳統，他的畫都會在每年的巴黎沙龍上的明顯位置展出。在早年時一名評論家便說：「布格羅先生對於輪廓的拿捏有一種天分，他完全著迷於人體的韻律上，並且完美呈現了古代和16世紀畫家們在這個題材上的畫風，在這點上我們必須讚美布格羅先生的成就…拉斐爾就是從古代畫家那裡尋找了他的靈感…而沒有人會指控拉斐爾的作品不是原創的。」
拉斐爾是布格羅最崇拜的畫家，他也因此相當得意他的作品被與拉斐爾相提並論。不久後布格羅完成了模畫拉斐爾的經典作品《嘉拉提亞的凱旋》，作為從法國美術學院畢業的條件之一。布格羅在諸多作品中，都已古典主義的方式來描繪結構、形狀、以及題材。他對女性的描繪也在這時脫穎而出，透過他的畫風，他可以將一個女人以最美麗的方式呈現在完成的作品上，同時卻又保持了現實人物的長相。
1856年，布格羅與瑪麗-奈莉·瑪爵伯恩結婚，兩人後來育有五名子女。到1850年代末，布格羅已經與當時的藝術界買賣商有密切的關係，尤其是畫商保罗·丢朗-吕厄（Paul Durand-Ruel，後來成了印象派的重要支持者之一），丢朗-吕厄幫他在沙龍上賣出了大量的繪畫。巴黎沙龍每年都會吸引超過30萬人參觀，對於當時畫家的知名度宣傳是極為重要的場合。布格羅的名聲在1860年開始傳到英國，同時他利用增加的收入在巴黎的蒙帕纳斯買下了一間房子和畫室。

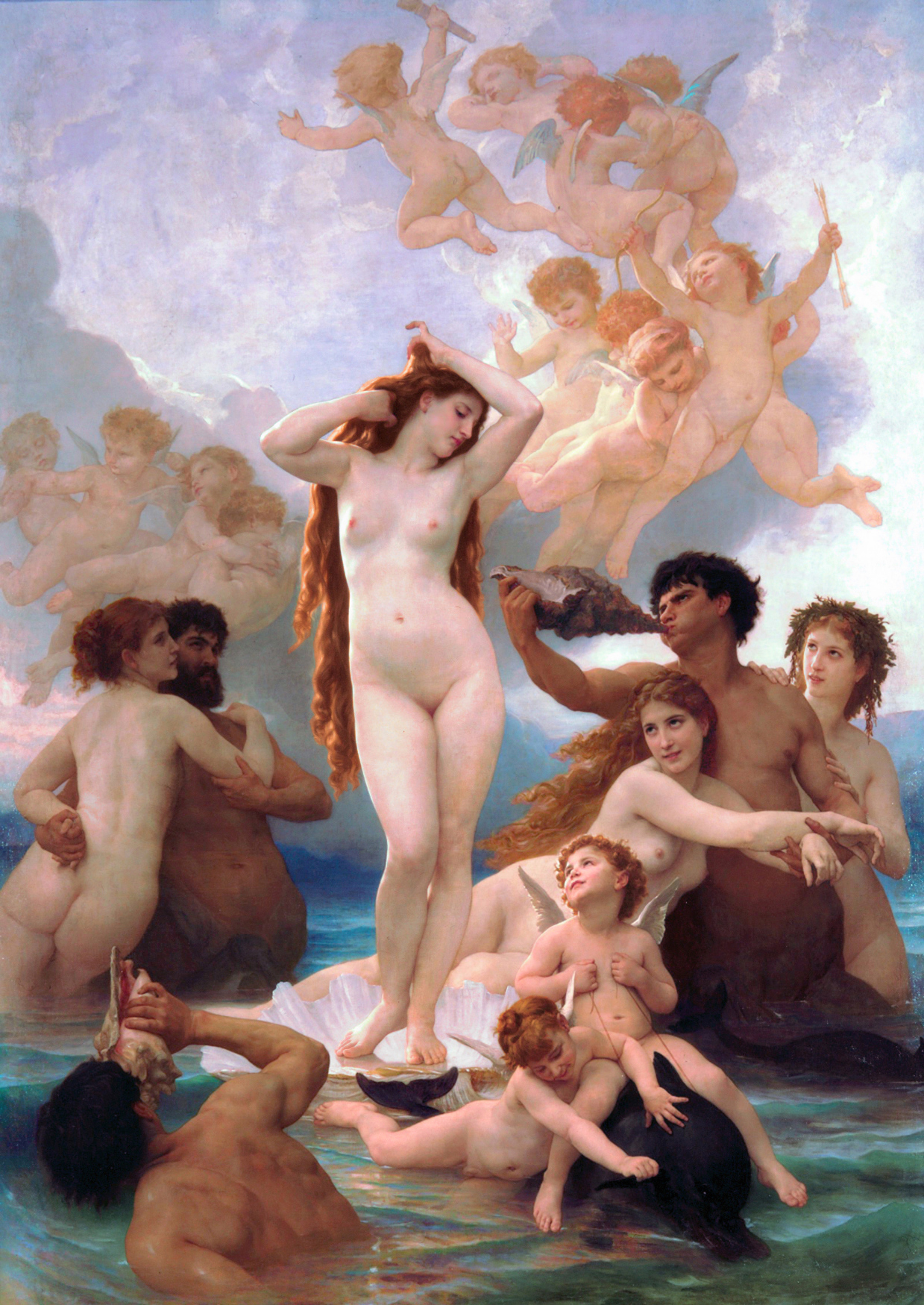
《维纳斯的诞生》，1879年。

布格羅一生中一直維持傳統派的畫風，作品經常以神話中的人和事為題材，不局限於基督教，對女性的裸體有特別的重視。在他的画作里，女性的形象非常恬美，有妇女，仙女和农村姑娘等人物。其环境多为乡间丛林，宁逸静瑟。在他的畫下，古代的神、寧芙、洗澡者、牧羊女、聖母等等都被以19世紀的現實主義畫風重新詮釋而在畫上獲得新生，呈現出高度理想化了的樣貌，這也使當時有錢的藝術贊助者對他的畫愛不釋手。
布格羅以傳統的方式來完成一幅畫，包括了利用鉛筆素描作為先前草稿，再利用油畫作為第一步的初稿，他仔細的畫風使得他的畫都呈現了一種在視覺上讓人滿足、同時也精確描繪出人體形狀的樣子。布格羅在描繪皮膚、手臂、以及腳的部分尤其被尊崇。不過除了神話以外，布格羅也常使用一些之前大師所描繪的宗教和情色題材，例如隱喻了失去童貞的《破裂的水罐》。
布格羅同時也接受許多人雇請幫忙以繪畫裝潢居家、公共場合、教堂等等，在過程中布格羅有時候會繪畫自己的風格，其他時候則遵從顧客的要求。在早年布格羅不斷接到這三方面的生意，也使他獲得滾滾而來的收入和聲譽。除此之外他也常將他裝潢畫的作品重畫賣給其他顧客。布格羅也是當時最高檔的肖像畫家之一，許多他替有錢顧客畫的肖像畫至今當還在私人收藏家手裡。
布格羅在法國美術學院的地位不斷上升，並在1876年成為終生會員，並且在1885年獲得了法國榮譽軍團勳章。他在1875年開始於朱利安學院授課，與法國美術學院不同的是，朱利安學院也招收女學生，同時沒有入學考試，而且學費也較為便宜。
1877年，布格羅的妻子因難產而死，他後來（1896年）與一名他教導出的女畫家伊麗莎白·珍·加德納結婚。由于他的第二个夫人也是他的学生，所以当时受夫人的影响，极力帮助女性画家举办画展。儘管在畫風上布格羅是標準的傳統主義者，然而他在世時卻利用他的影響力使許多法國的藝術機構開始開放給女性學生就讀，包括了法蘭西學術院在內。
晚年的布格羅曾這樣描述他對於藝術的熱愛：「每天早上到畫室時我都充滿了喜悅，到了晚上因為黑暗而不得不停工時，我都迫不及待明天早晨的到來…如果沒辦法將我獻身於我熱愛的繪畫上，我將是多麼的悲慘。」
1905年春天，布格羅在巴黎的住所兼畫室遭竊。同年8月19日，因心臟病發死於他的出生地拉羅歇爾，享年79歲。

## 作為藝術大師
從1860年代開始布格羅開始於朱利安美術學院授課，在那裡他將他繪畫的技巧和心得分享給來自世界各地的藝術學生，包括女畫家在內。在他幾十年的教學生涯裡他指導了數百名甚至上千名的學生，許多人會在他們各自的國家成為知名的畫家，有些人會延續布格羅的畫風，而其他人例如亨利·馬蒂斯則反叛發展出了不同的畫風。

## 名聲和20世紀的忽略

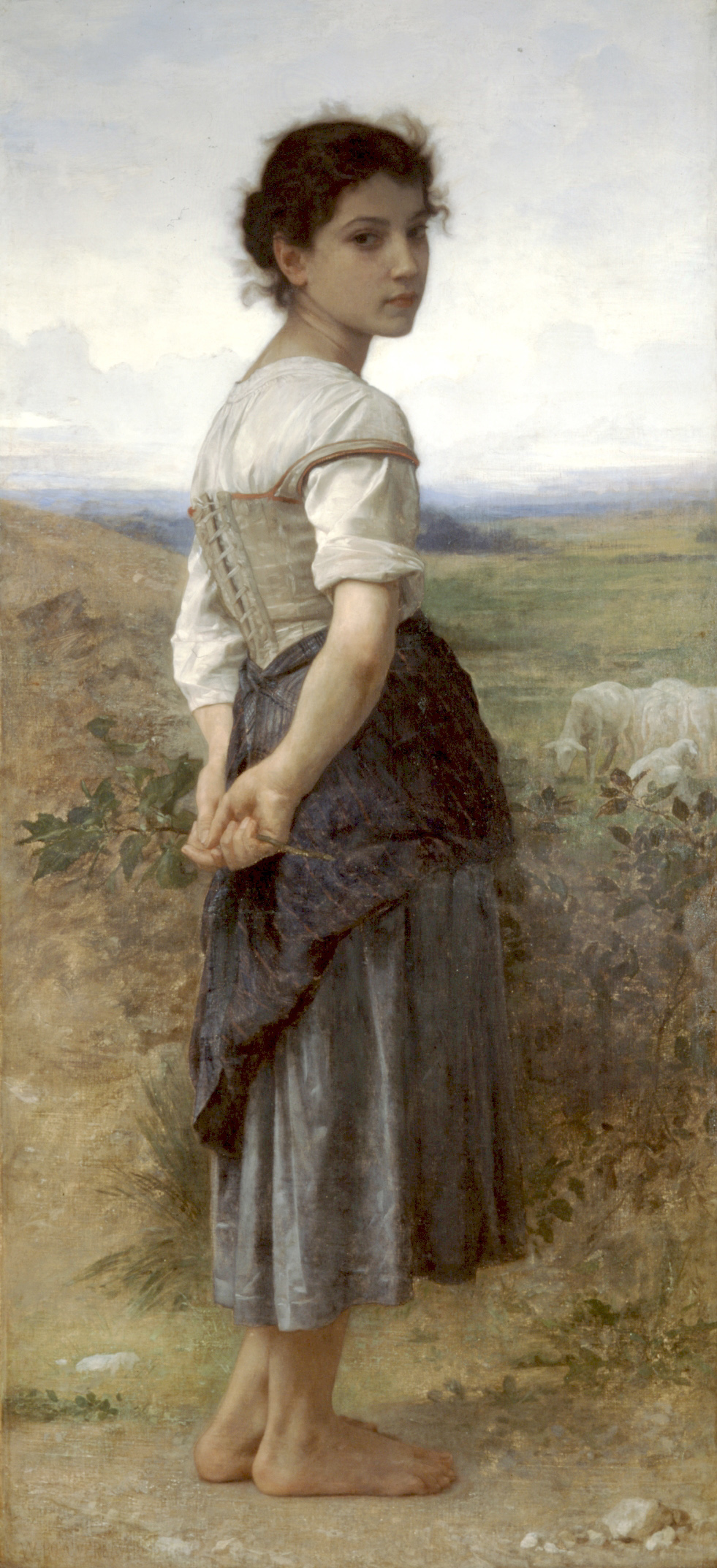
《年轻的牧羊女》，1885年。

布格羅在世時被當時世界上的藝術界認為是最偉大的畫家之一，同時也因此被前衛藝術流派大肆攻擊。除了在他的母國法國外，他在比利時、荷蘭、西班牙、美國等地都享有崇高的名聲，他的畫也都以市場上的超高價賣出。
布格羅的畫家生涯幾乎是一帆風順，從沒遭遇什麼挫折。對當時許多人而言，布格羅的畫呈現了最高尚的品味和細緻，也完全符合藝術界的傳統。而對反對他的前衛畫家和20世紀的現代主義者而言，他則是過去時代的畫家，有著高等的繪畫技巧，但卻不合新時代潮流。愛德加·竇加和他的同僚便以「布格羅派」來貶稱任何他們認為只是依靠「華而不實而人工的表面」的藝術風格。儘管如此，竇加在1872年一封信中稱他努力模仿布格羅在繪畫上有條理和紀律的繪畫過程，雖然以竇加的個性來看，這句話可能只是一種嘲諷。
布格羅的畫也被許多美國的百萬富翁拼命搶購，他們認為布格羅代表了當時法國最重要的畫家。到了1920年之後，布格羅和其他學院派的畫風開始走下坡，現代主義和抽象藝術開始崛起，在接下來幾十年裡現代主義會將布格羅等19世紀畫家的作品打入冷宮。

## 後續影響
從1970年代到1980年代開始，19世紀畫風開始重新受到重視。在1974年紐約文化中心（New York Cultural Center，也就是現在的藝術和設計博物館）出於好奇，決定舉辦一場布格羅的作品展覽。當時美國的藝術收藏家Robert Isaacson已經開始了一場要替19世紀畫風恢復名譽的運動。在1984年马克·保季畫廊展出了23福布格羅的油畫和一幅素描，並在後來的1997年举办了一个早期的互联网展览。1984年加拿大的蒙特婁美術館也對布格羅作品進行了一次大型巡回画展，這次展覽從從法國的小皇宮開始，經過沃茲沃思學會，最後到達蒙特婁。在2005年加州的保罗·盖蒂博物馆展出了三幅布格羅的作品，迅速成為了當時博物館裡最受歡迎的展覽，吸引了數萬名訪客擠在大廳裡要觀賞展出。

## 学生
布格罗曾在巴黎国家高等美术学院及朱利安美术学院任教，学生众多。他的学生包括：
- 法国画家埃米尔·莫尼尔（Emile Munier, 1840 - 1895)
- 英国画家乔治·克劳森爵士 (1852 – 1944)
- 美国画家因格尔·欧文·库斯 （Eanger Irving Couse，1866-1936)

## 知名作品

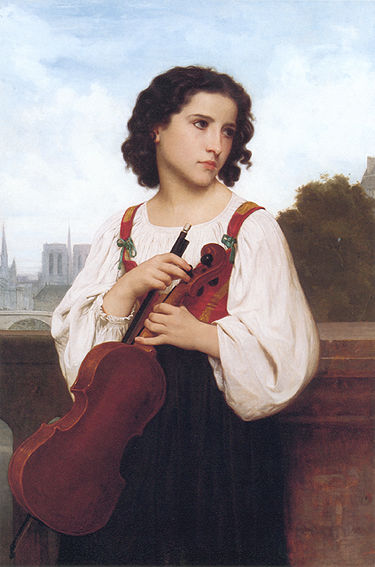
孤独于世 (1867)
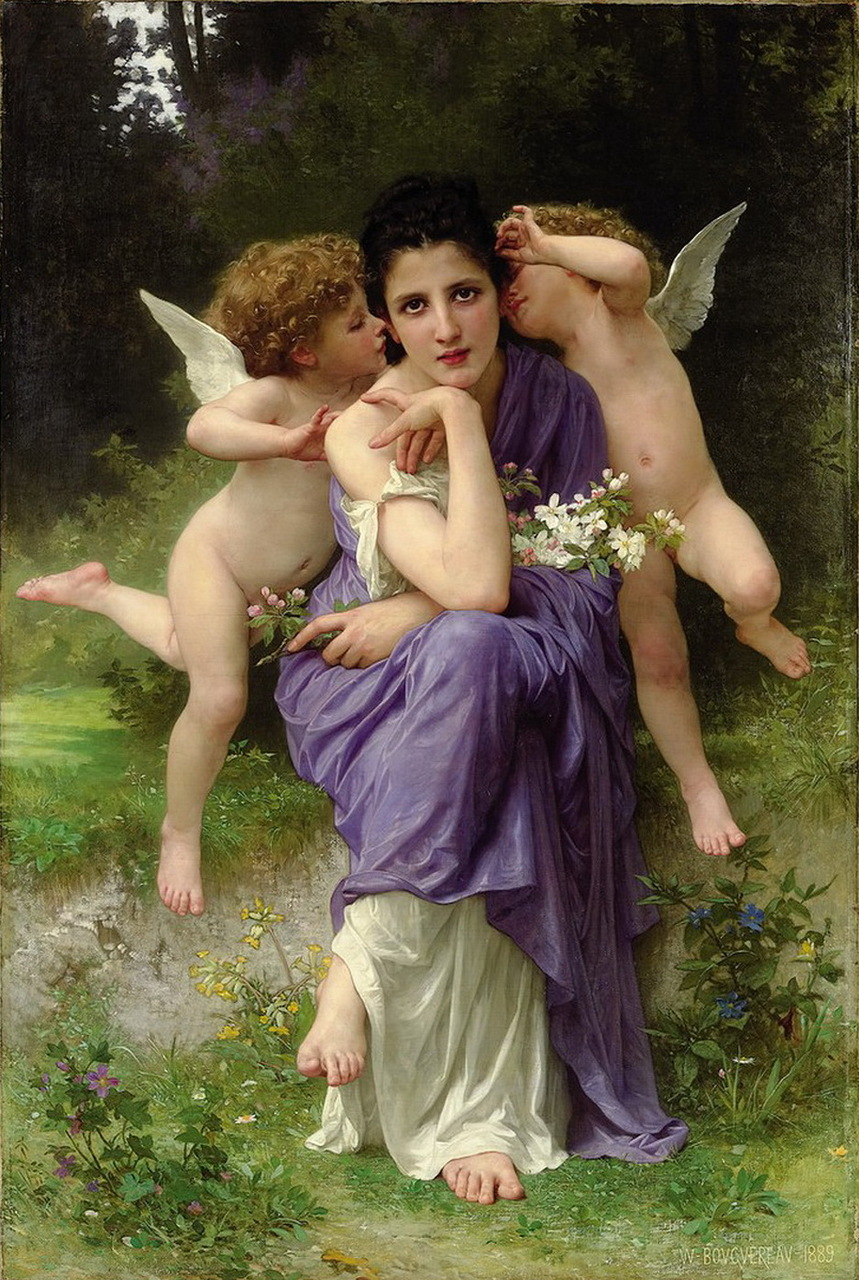
春之歌 (布格罗)
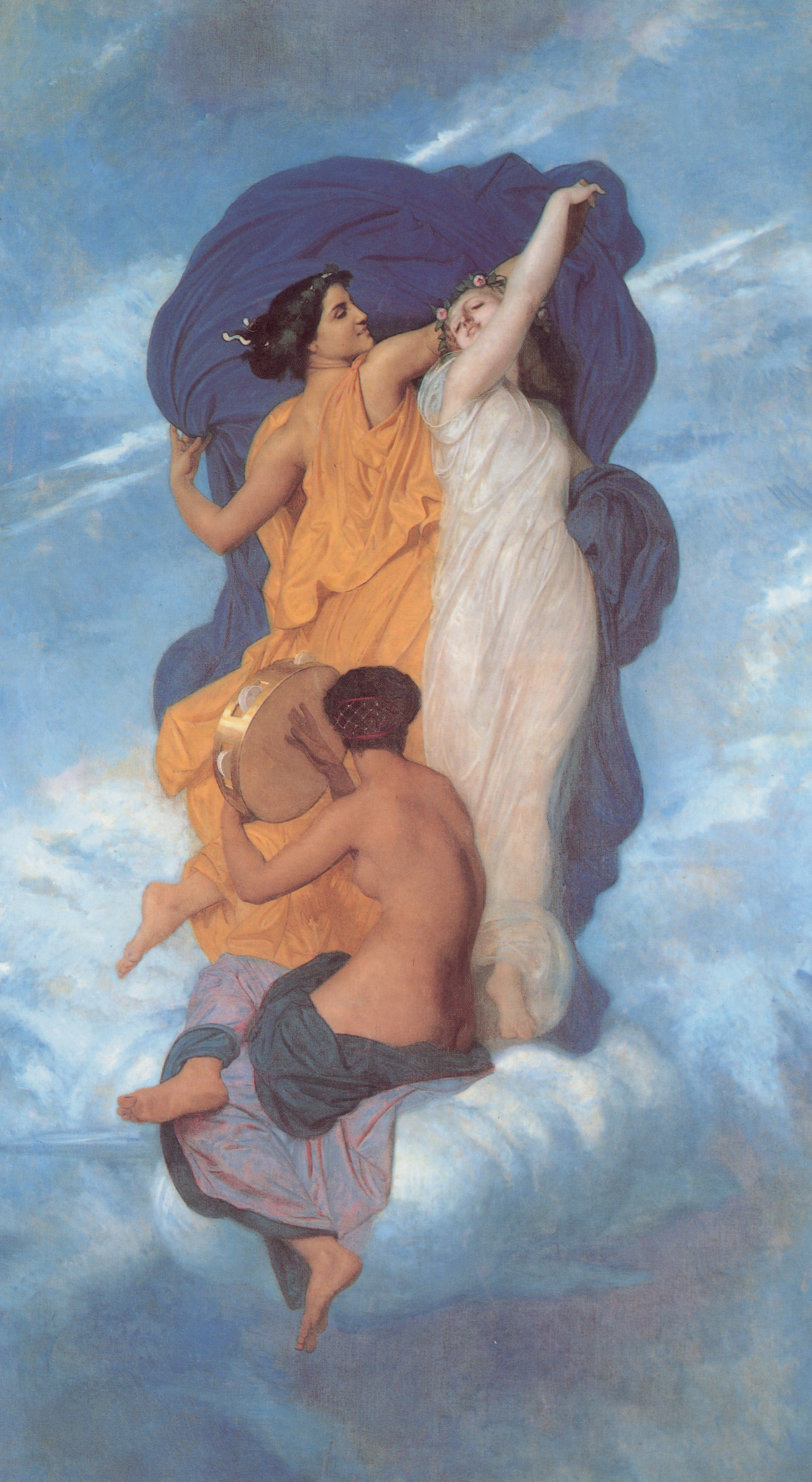
舞蹈 (1856年)
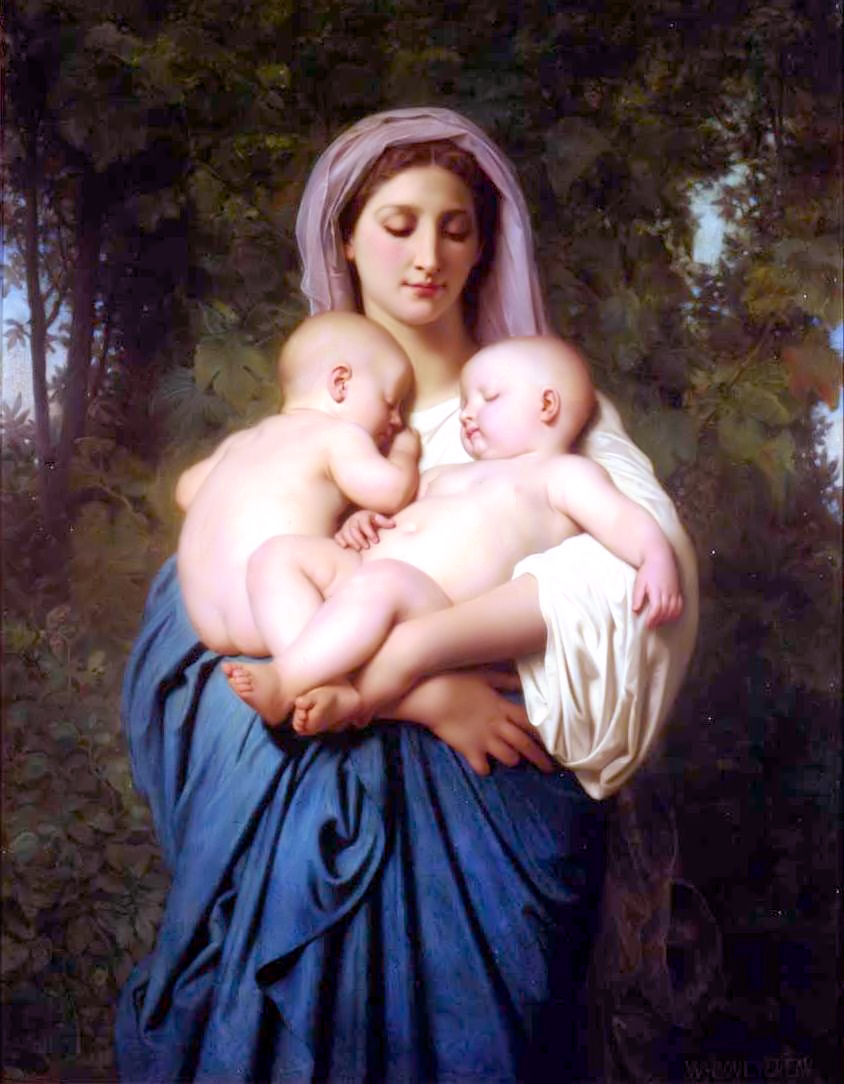
慈善 (1859年)
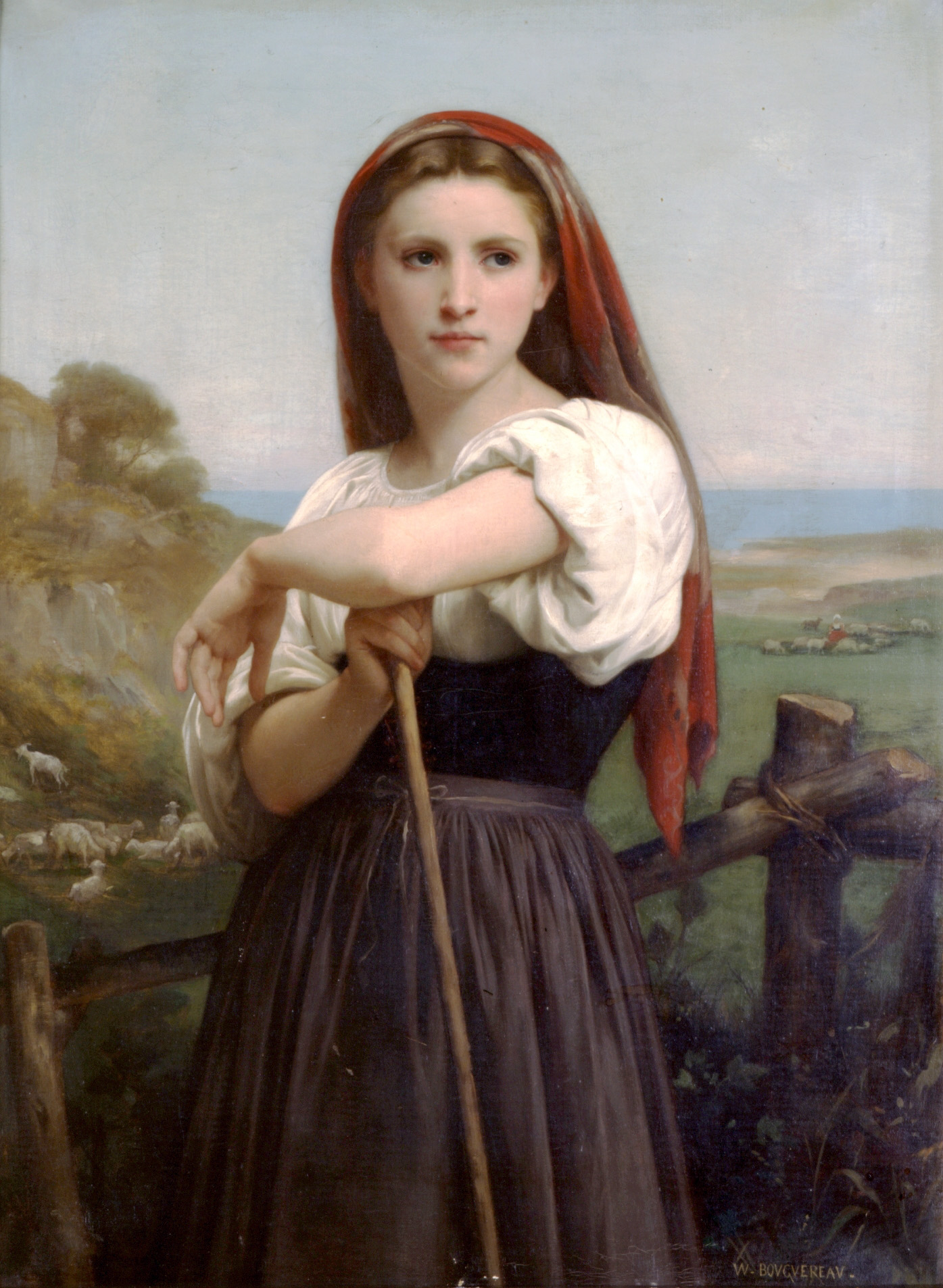
年轻的牧羊女 (1868年)
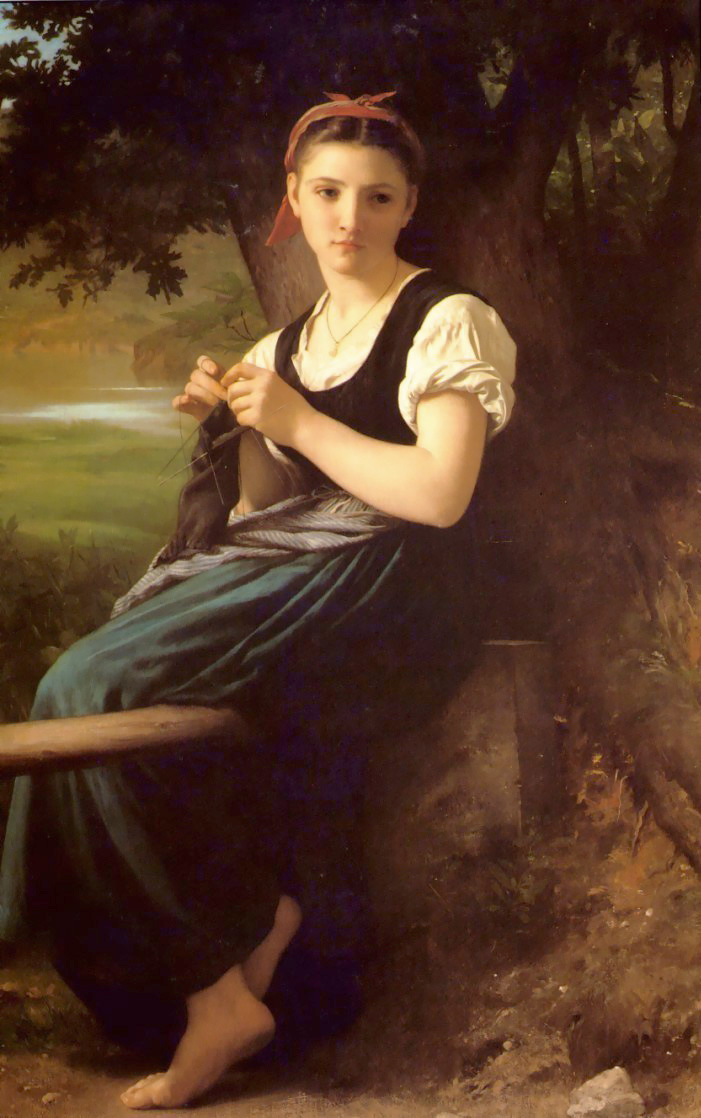
编织女孩 (1869年)
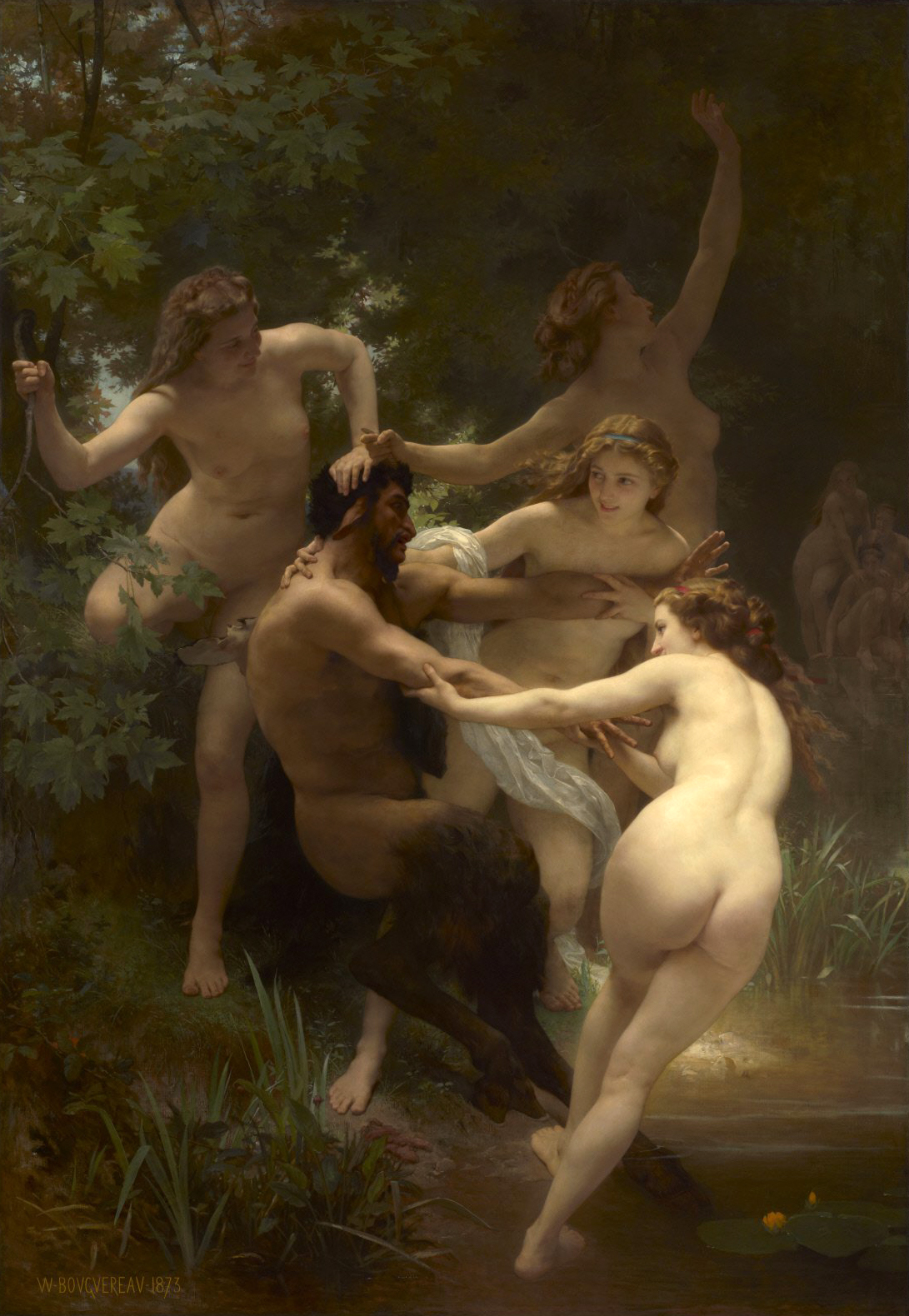
宁芙与萨堤尔 (1873年)
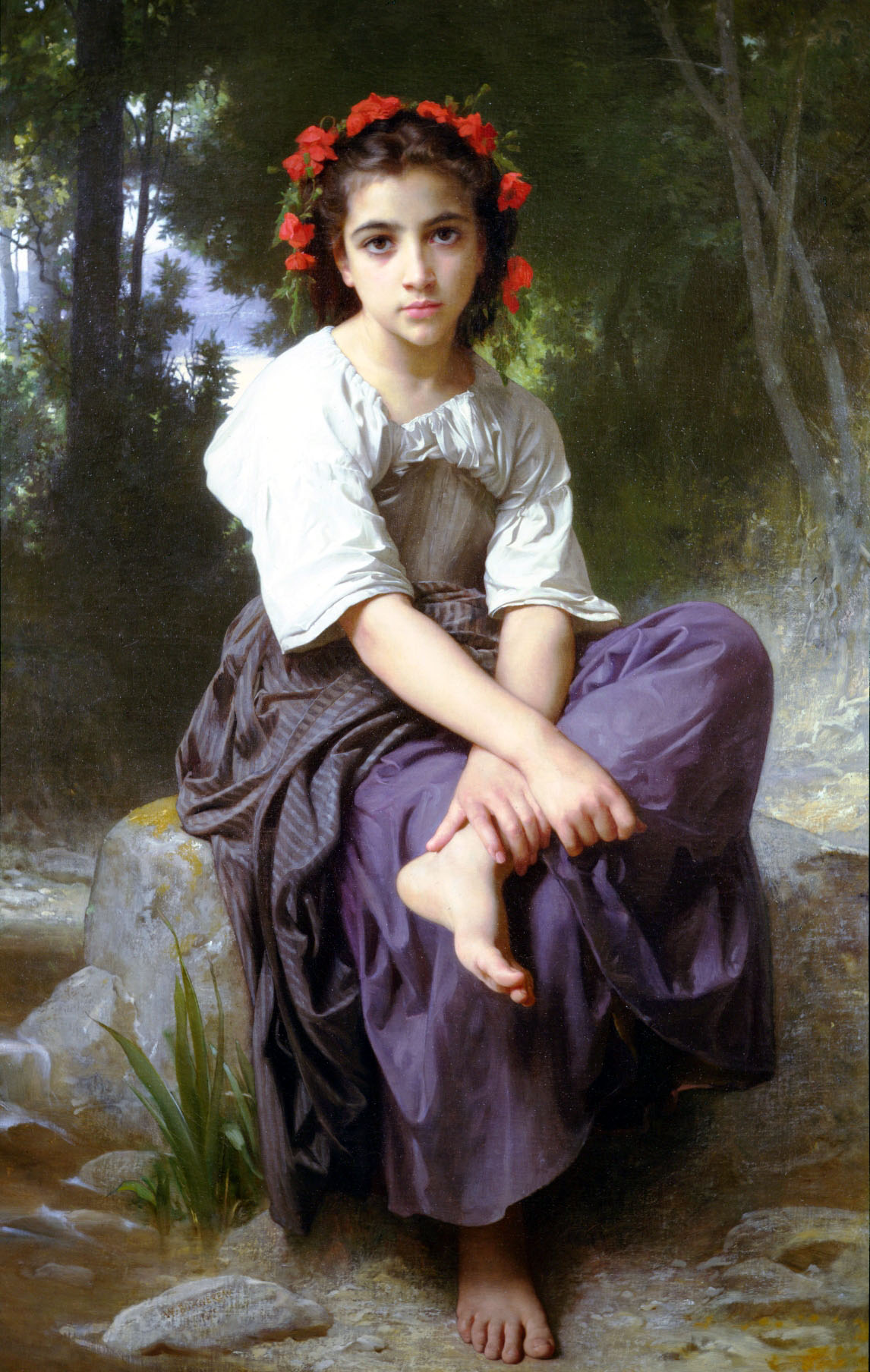
小溪畔 (1875年)
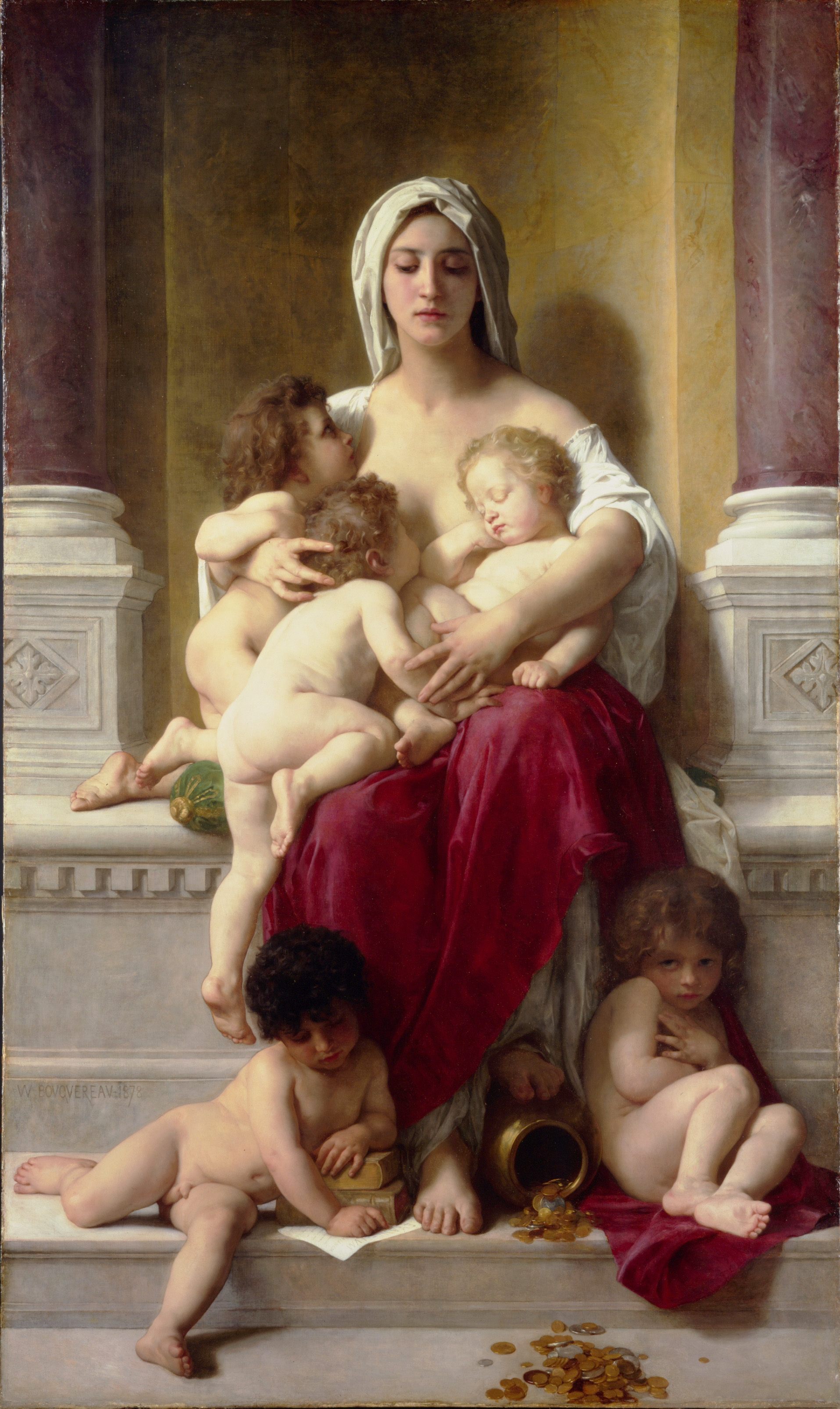
慈善 (1878年)
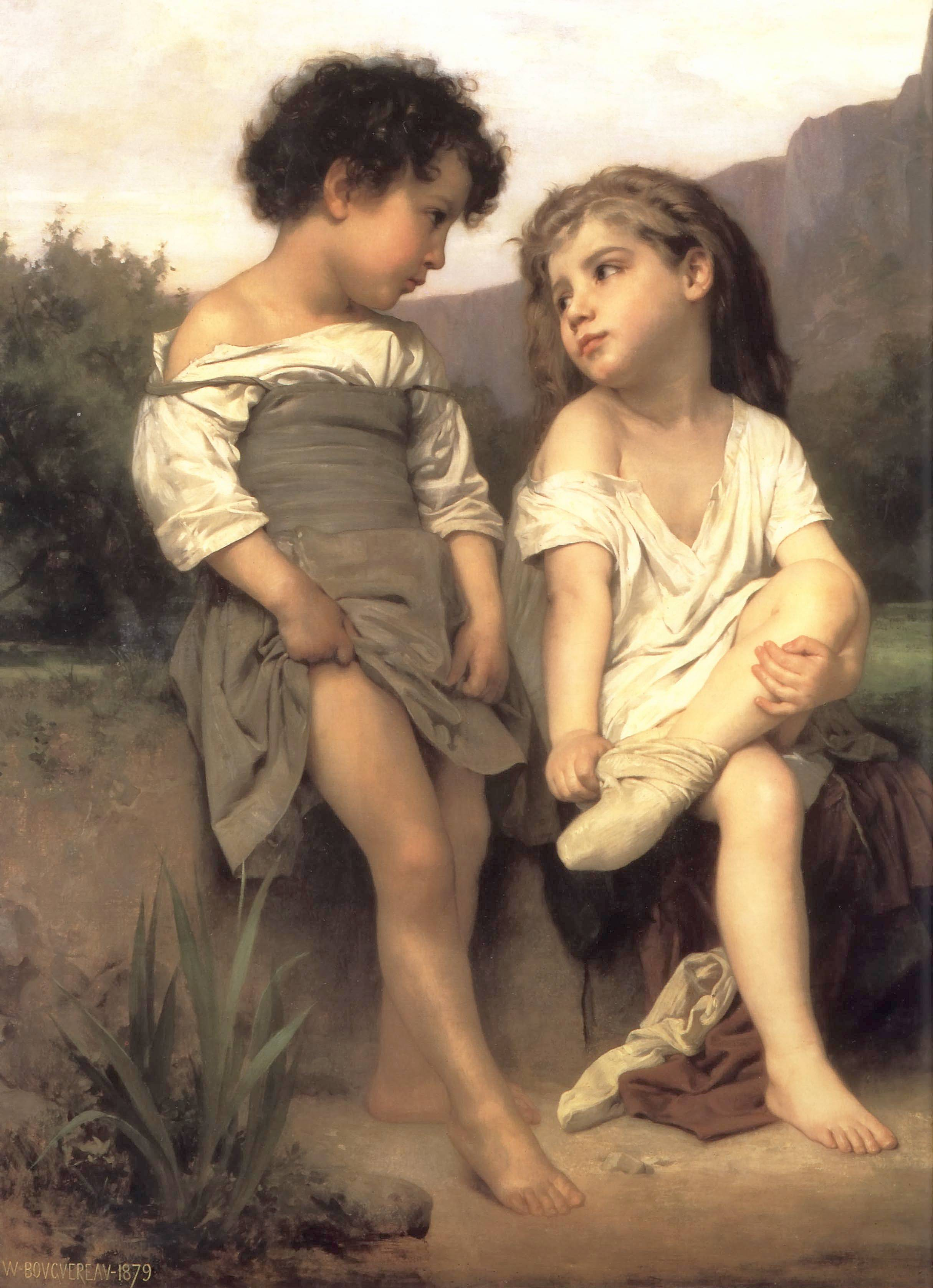
小溪畔 (1879年)
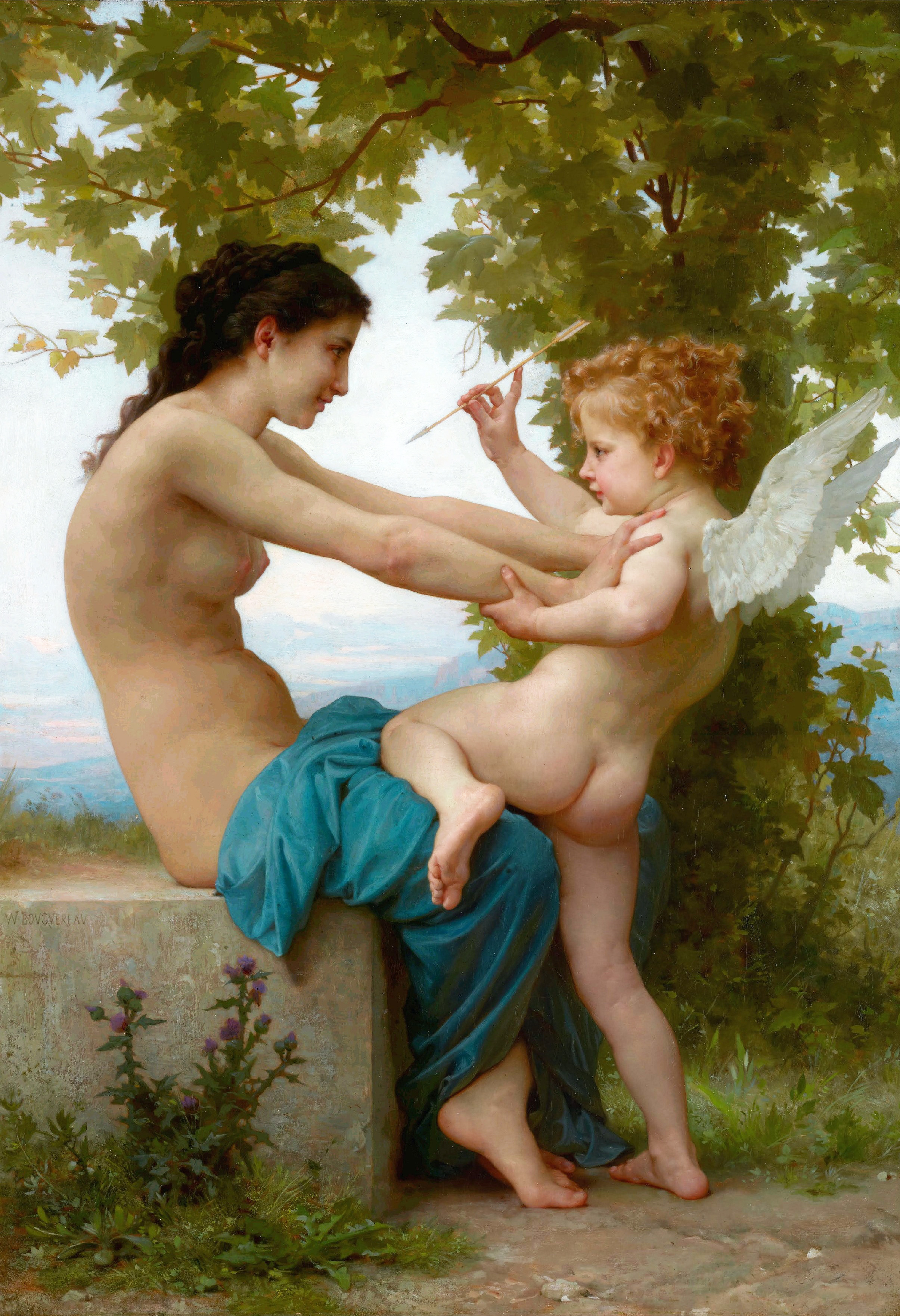
抵御爱神 (1880)
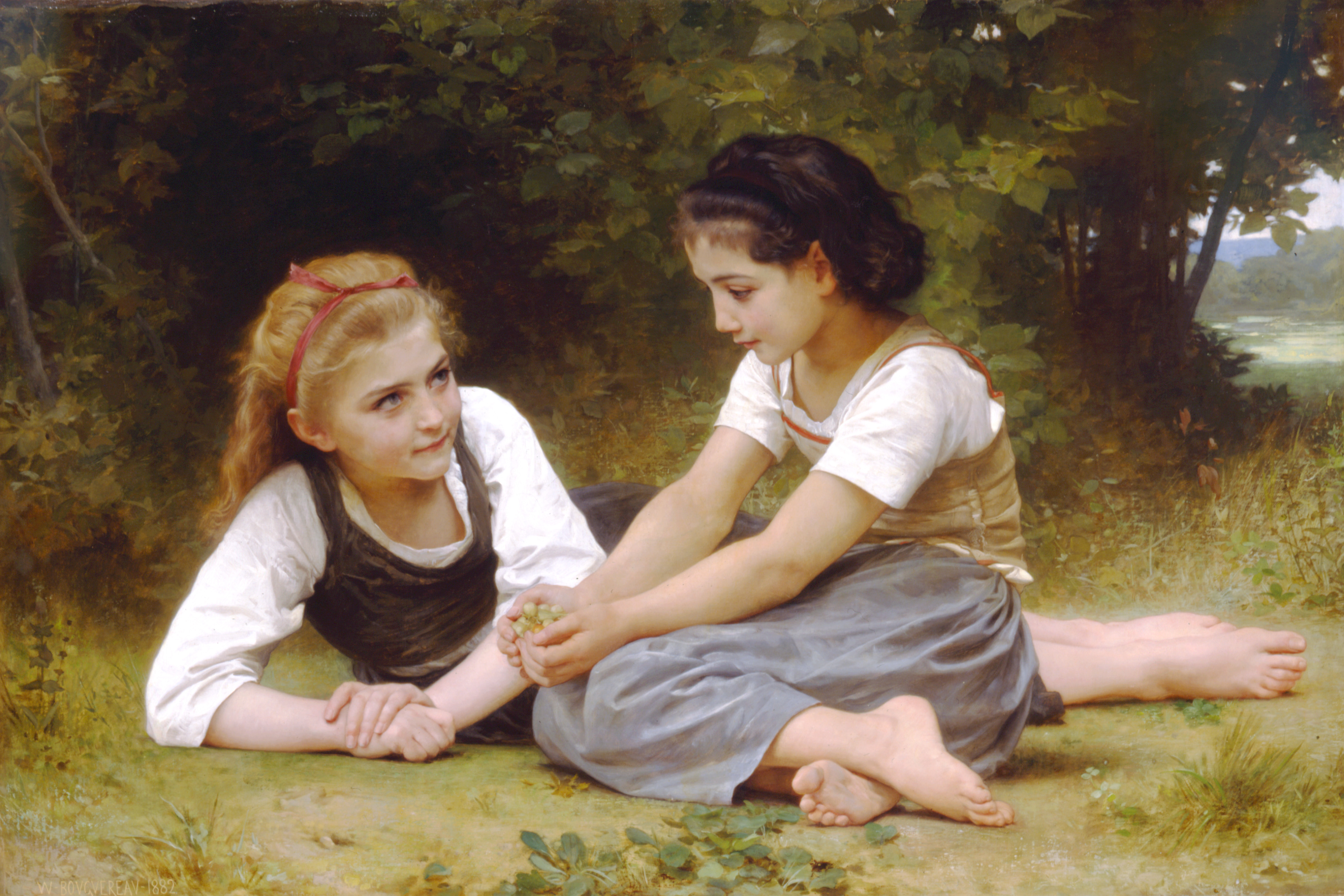
收集核果者 (1882年)
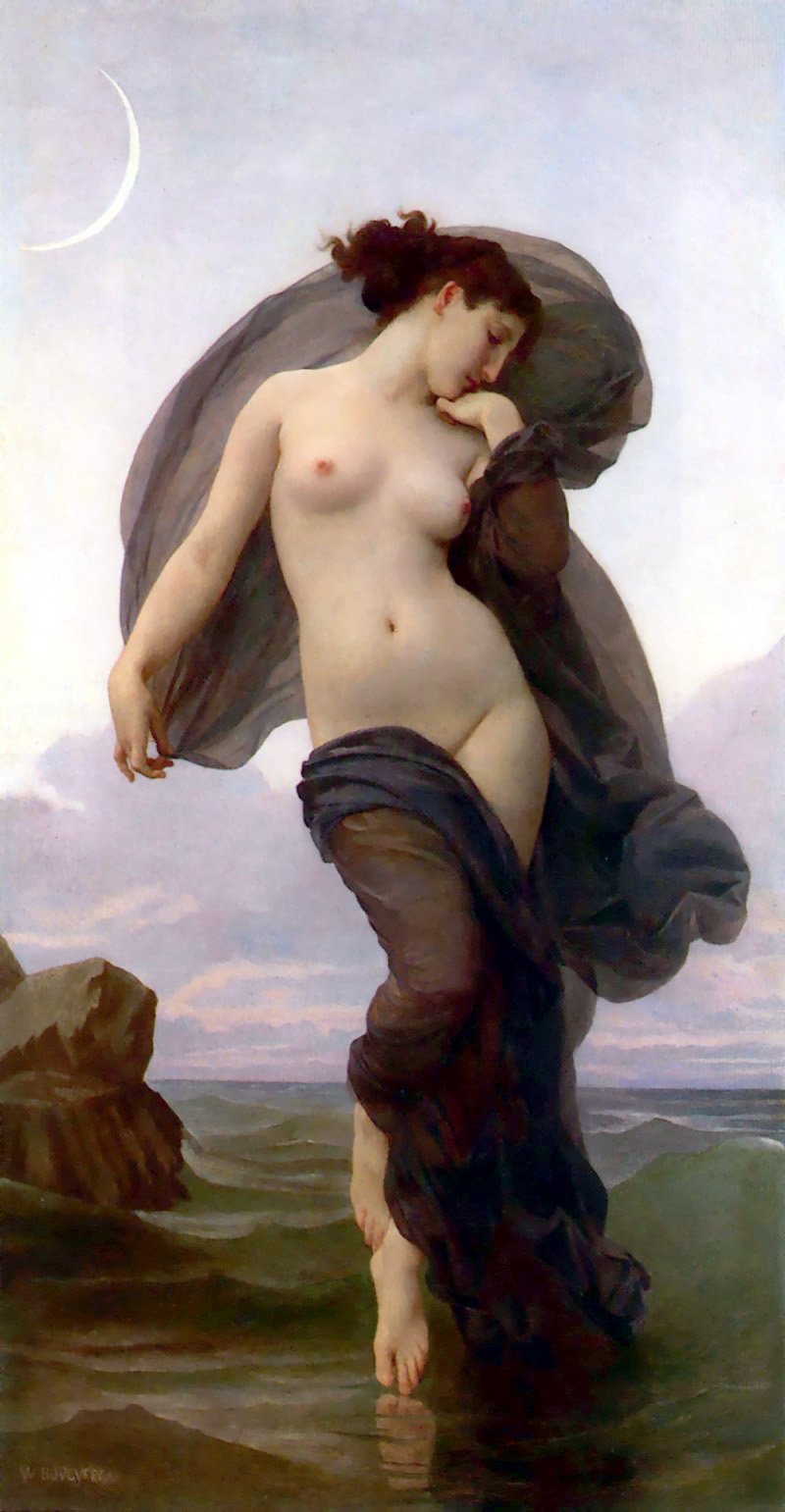
暮色心境 (1882年)
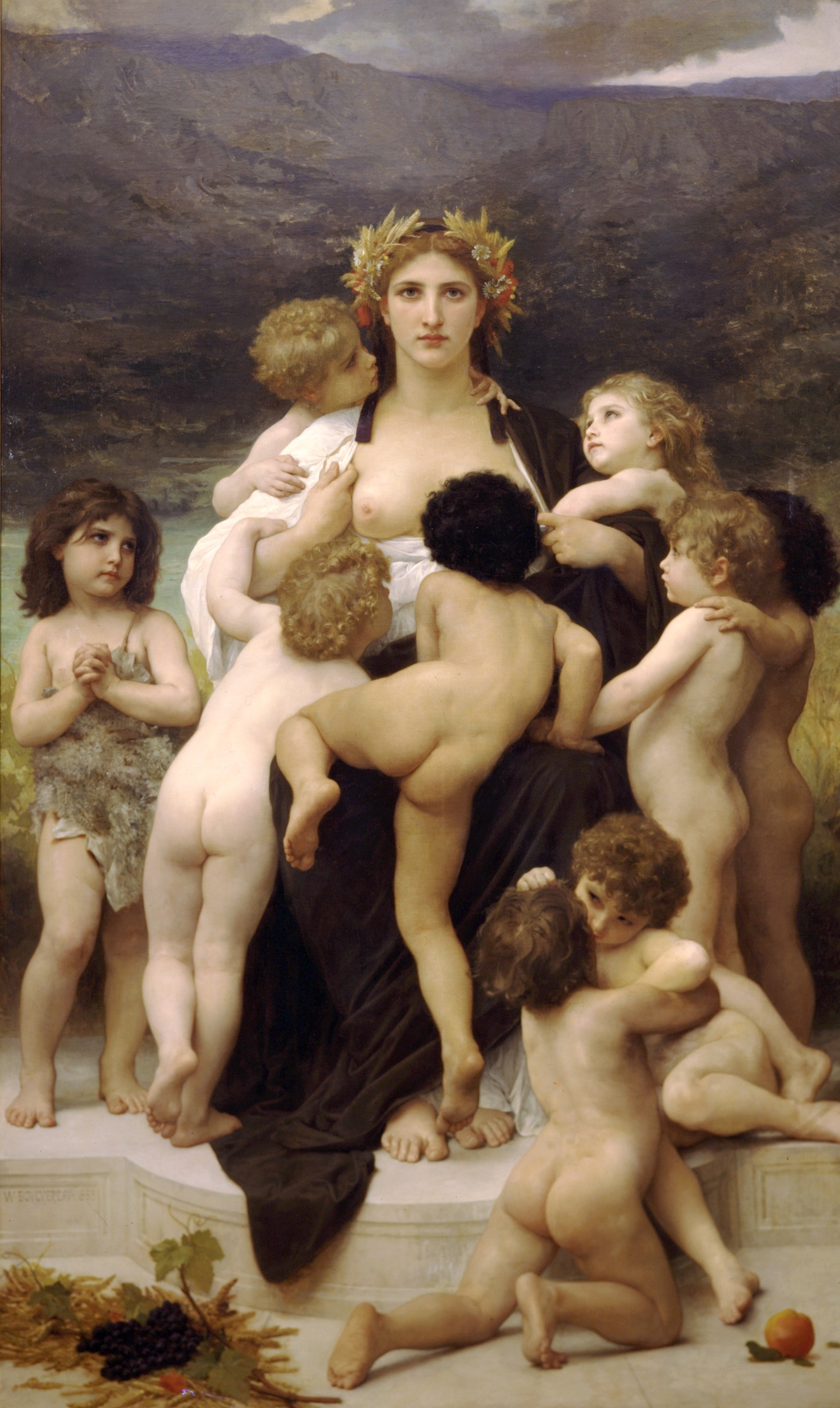
母亲大地 (1883)
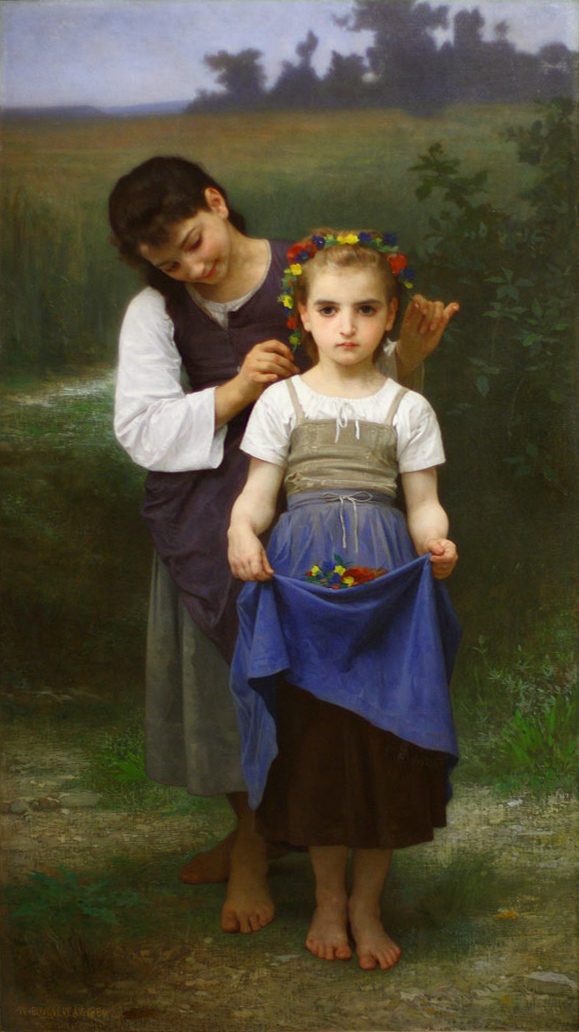
花冠 (1884年)
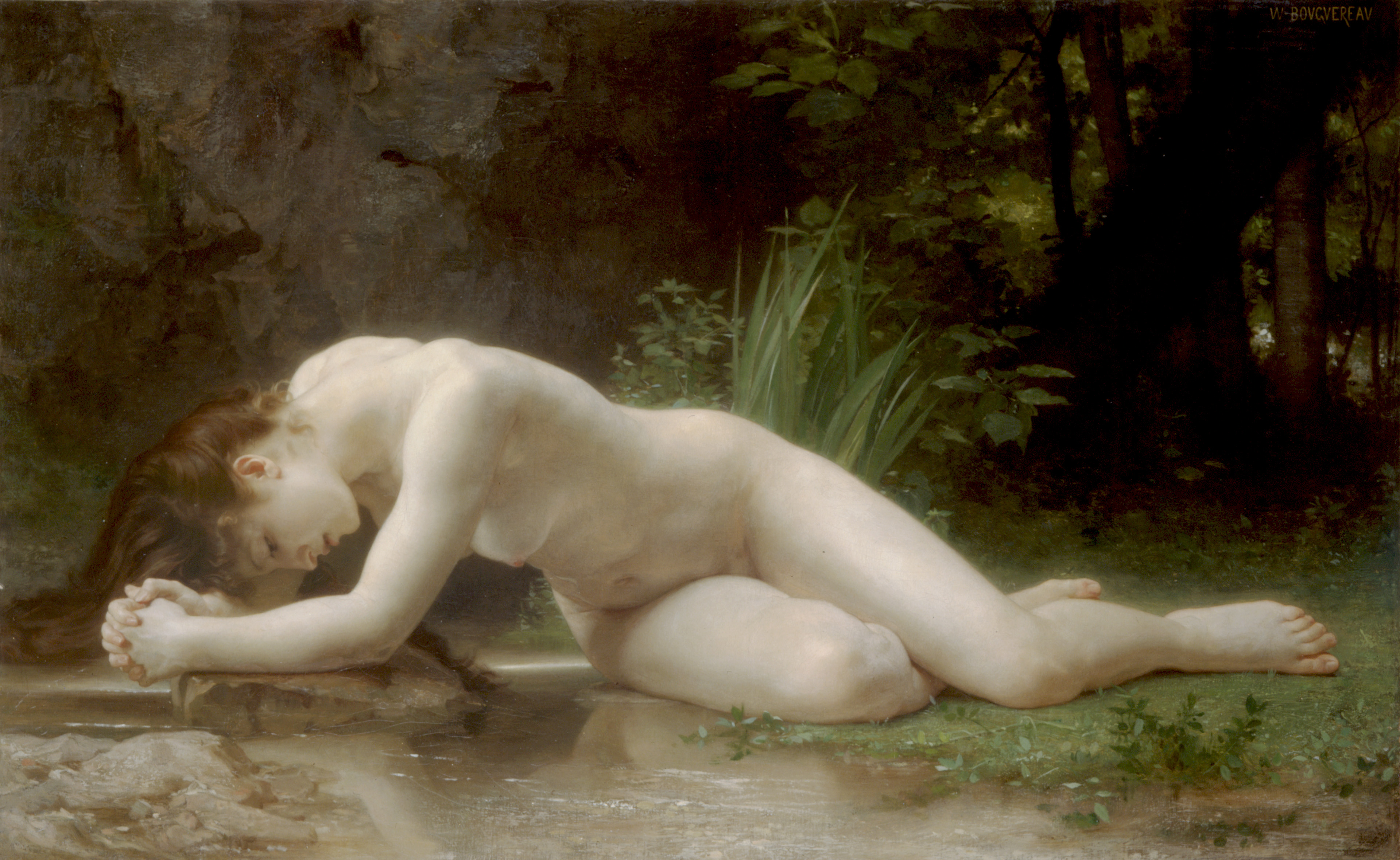
柏彼麗絲 (1884)
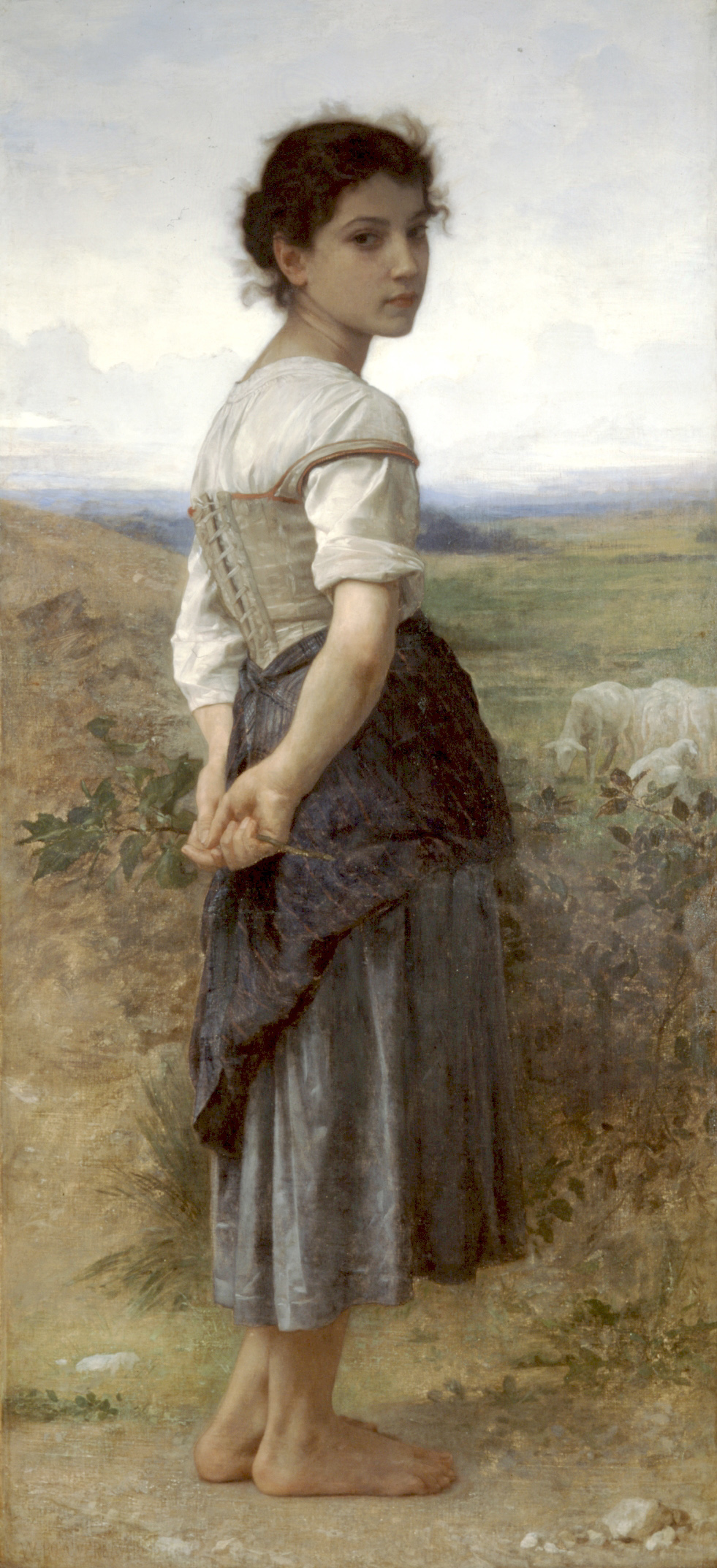
年轻的牧羊女 (1885年)
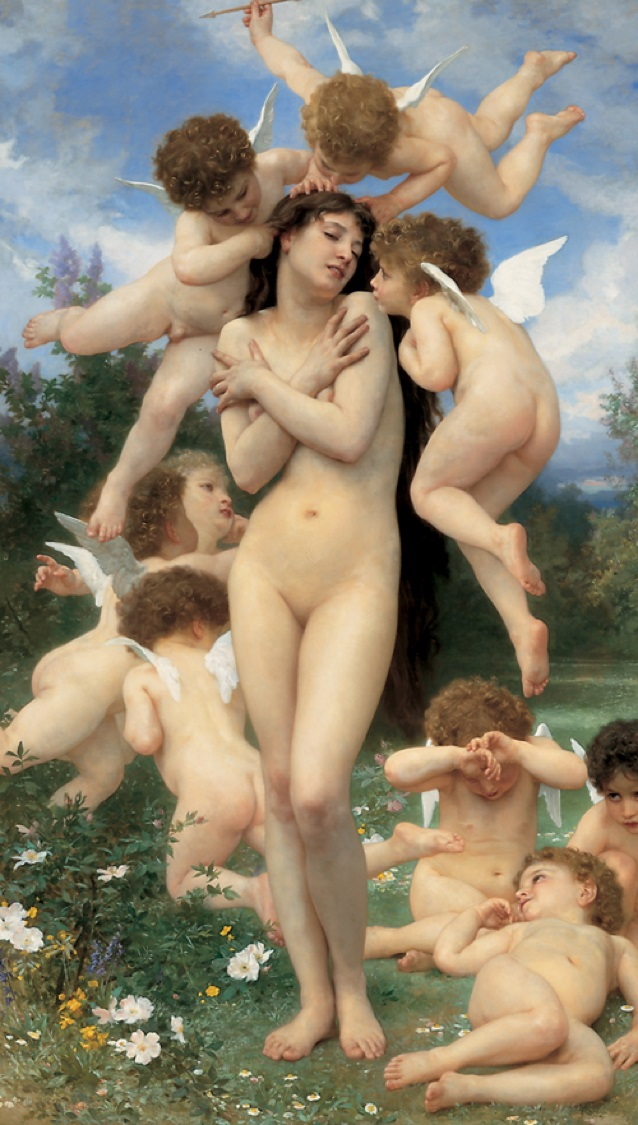
春回 (1886年)
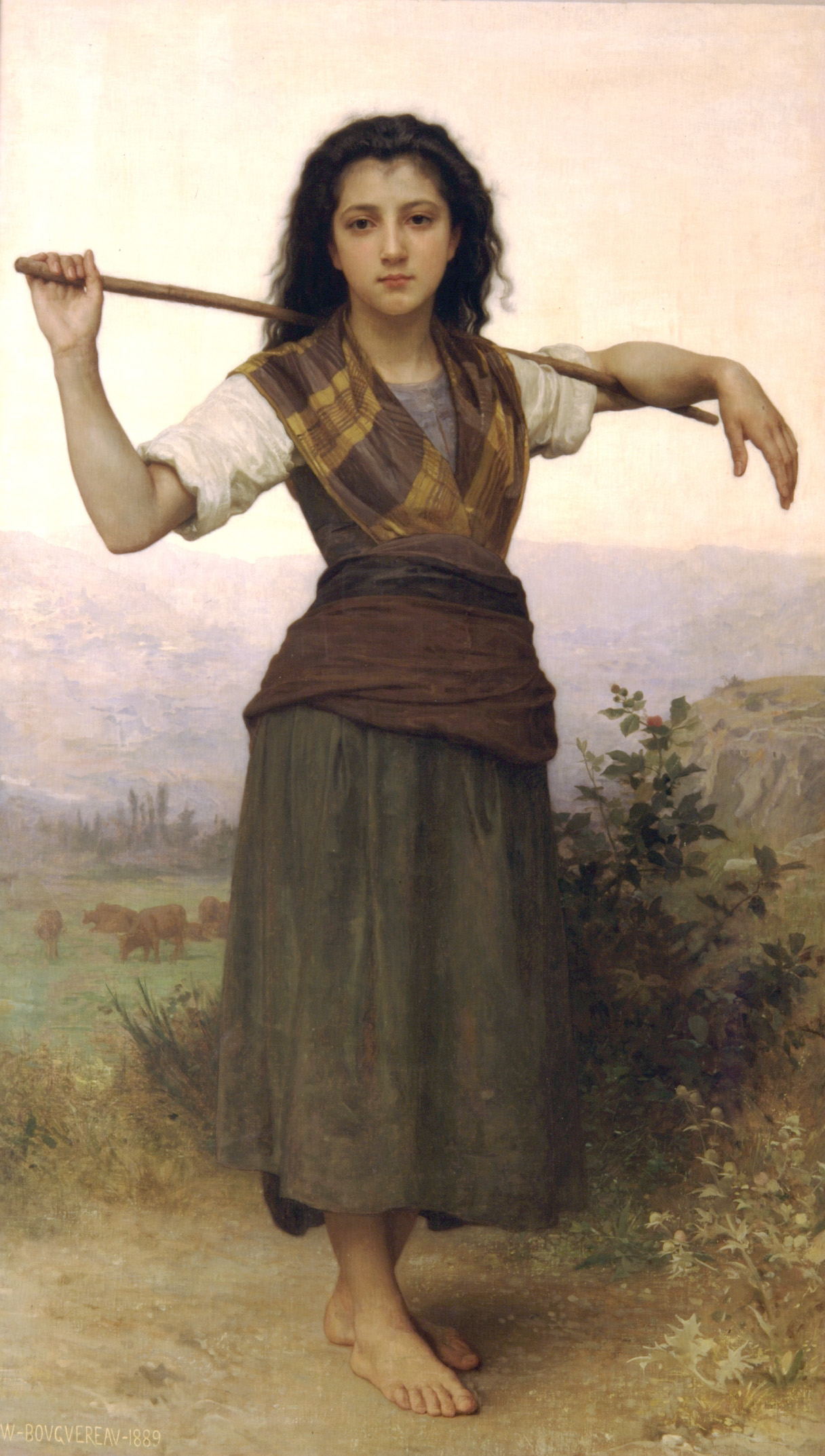
牧羊女 (1889年)
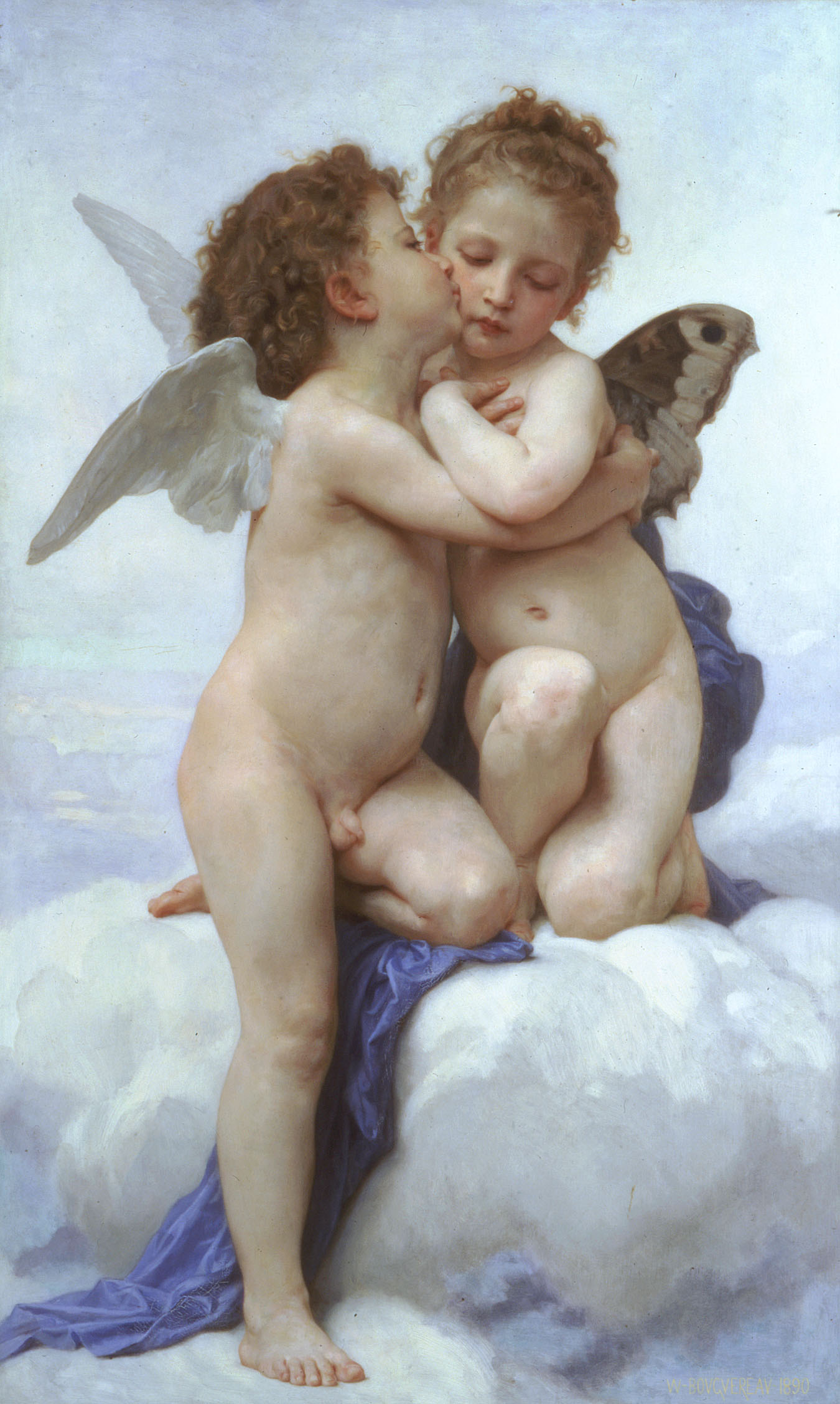
儿时的丘比特和赛琪 (1890)
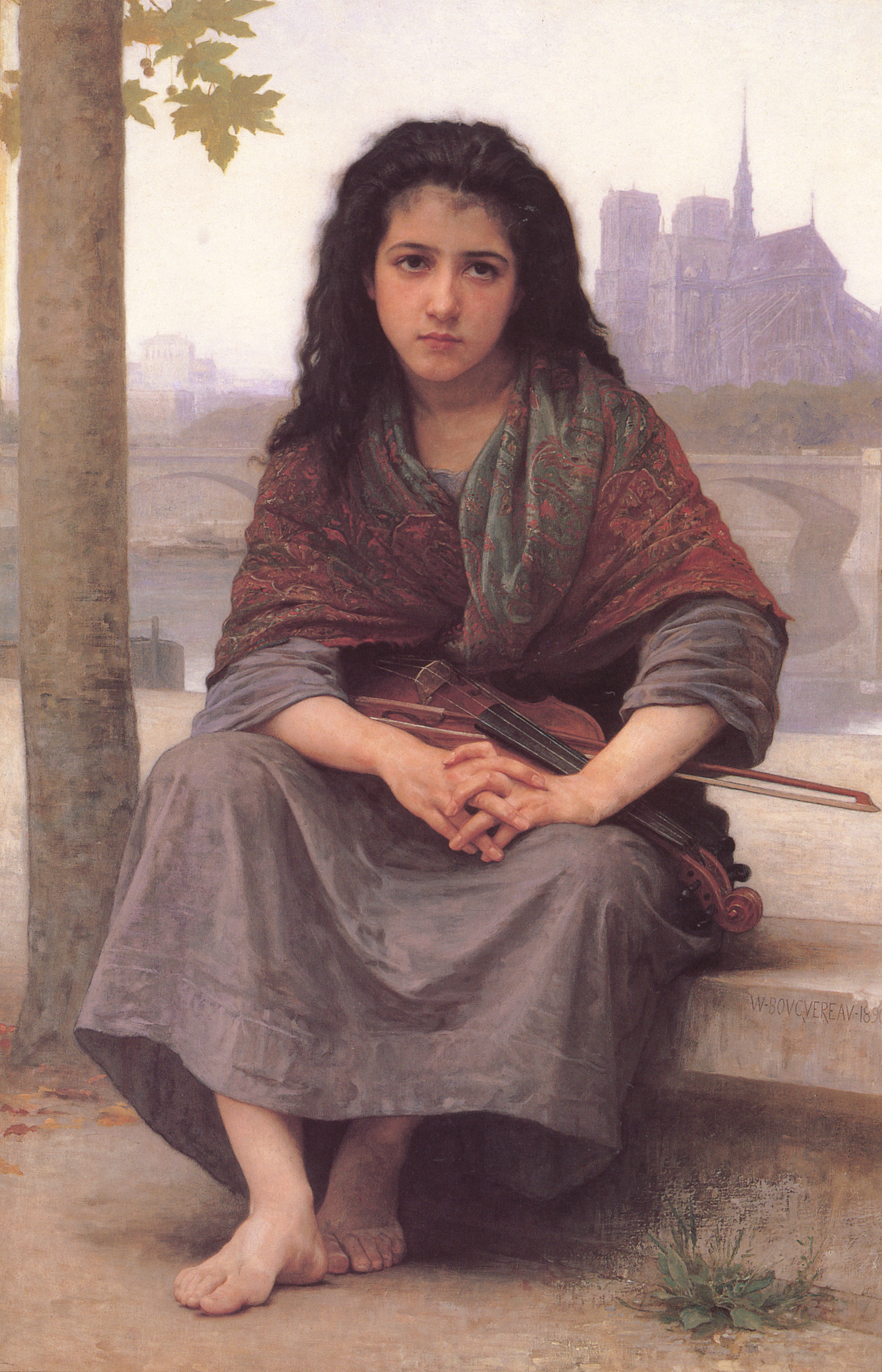
波希米亚女孩 (1890)
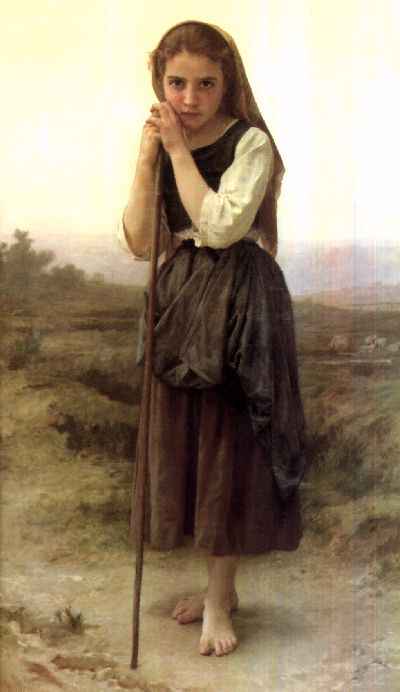
小牧羊女 (1891年)
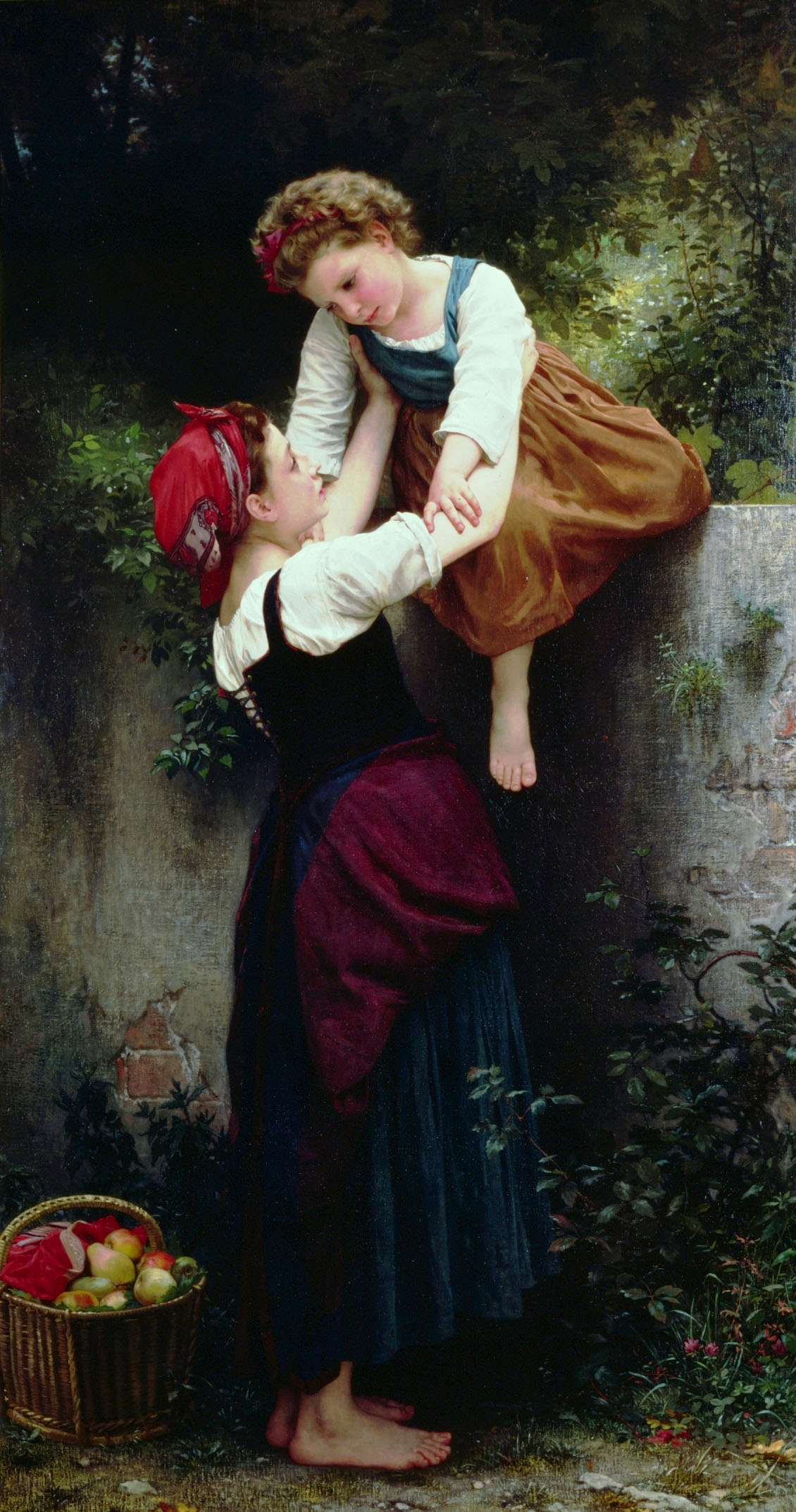
姐妹小偷
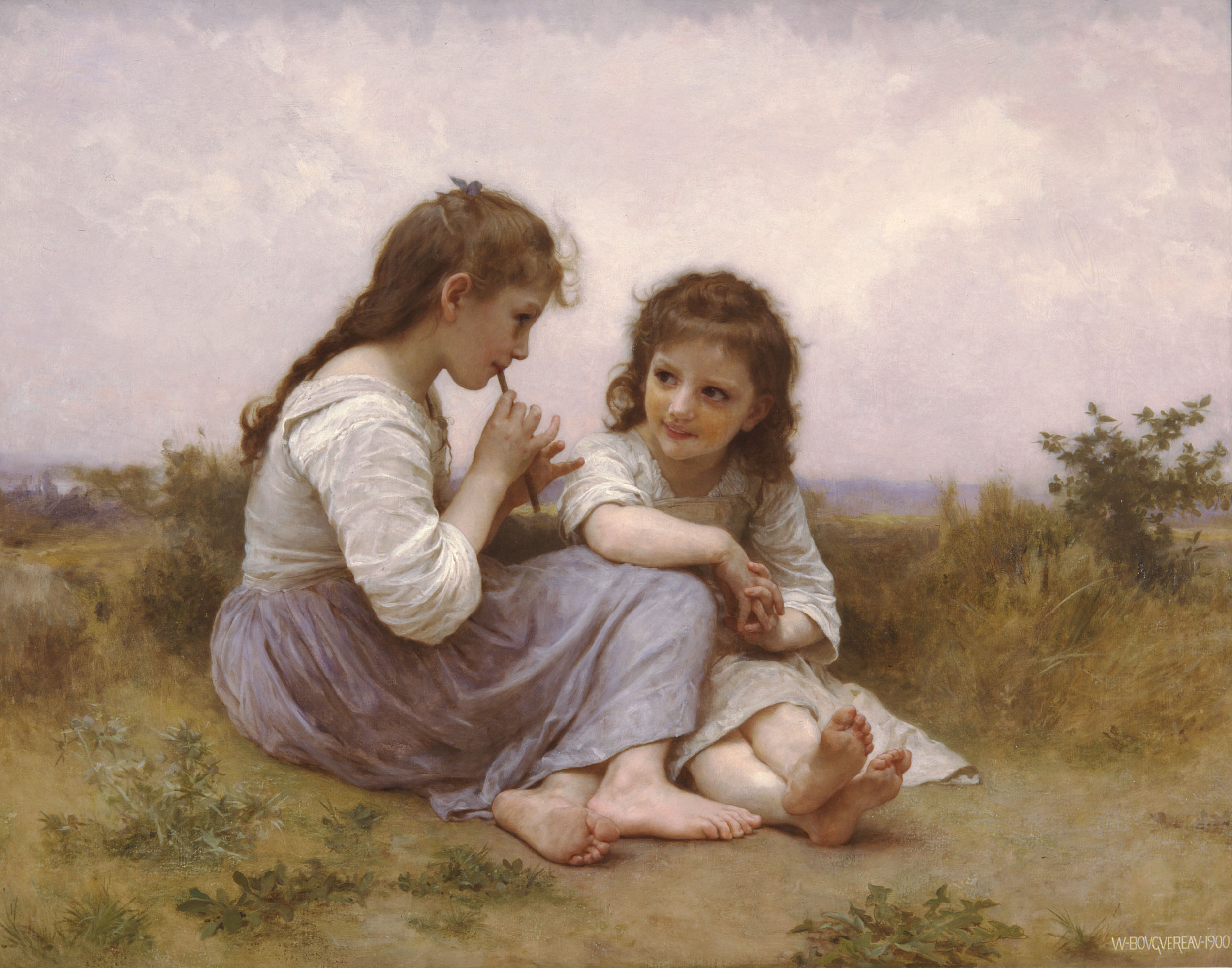
童年的田园生活

## 延伸阅读
- Boime, Albert. . New York: Hofstra University Press. 1974.
- Boime, Albert. . New Haven: Yale University Press. 1986. ISBN 978-0300037326.
- Bouguereau, William-Adolphe (1885). Catalogue illustré des œuvres de W. Bouguereau, Paris: L. Baschet.
- Celebonovic, Aleska. . Paris: Seghers. 1974.
- D'Argencourt, Louise.  First. Ottawa: National Gallery of Canada. 1981. ISBN 978-0888843487.
- D'Argencourt, Louise; Walker, Mark Steven. . Montreal: Montreal Museum of Fine Arts. 1984.
- Gibson, Michael. . International Herald Tribune. 1984.
- Glueck, Grace. . The New York Times. 6 January 1985  [27 January 2013]. （原始内容存档于2015-06-26）.
- Harding, James. . Paris: Flammarion. 1980.
- Isaacson, Robert. . New York: New York Cultural Center. 1974.
- Lécharny, Louis-Marie. . Paris: Presses Universitaires de France. 1998. ISBN 978-2130493419.
- Ritzenthaler, Cécile. . Paris: Editions Mayer. 1987. ISBN 978-2852990029.
- Rosenblum, Robert; Janson, H.W.  Second. New York: Pearson. 2004. ISBN 978-0131895621.
- Russell, John. . The New York Times. 23 December 1974.
- . The Arte newsletter. 6 January 1981: 6–8.